# (1275) Cimbria
(1275) Cimbria – planetoida z grupy pasa głównego asteroid.

## Odkrcie
Została odkryta 30 listopada 1932 roku w Landessternwarte Heidelberg-Königstuhl w Heidelbergu przez Karla Reinmutha. Nazwa planetoidy pochodzi od Cymbrów, ludu pochodzenia germańskiego pochodzącego z Jutlandii, który w II wieku p.n.e. wyruszył na południe Europy. Przed nadaniem nazwy planetoida nosiła oznaczenie tymczasowe (1275) 1932 WG.

## Orbita
(1275) Cimbria okrążająca Słońce w ciągu 4 lat i 142 dni w średniej odległości 2,68 au. Planetoida należy do rodziny planetoidy Eunomia.